# 富山県道279号安居福野線
富山県道279号安居福野線（とやまけんどう279ごう やすいふくのせん）とは、富山県南砺市内を通る一般県道（富山県道）である。

## 概要
- 起点：富山県南砺市安居277の1（＝安居寺前交差点、富山県道48号福光福岡線交点）
- 終点：富山県南砺市百町101番2（＝百町交差点、国道471号、富山県道280号井波福野線交点）

## 接続道路
- 富山県道48号福光福岡線（南砺市安居：起点）
- 富山県道370号富山庄川小矢部自転車道線（南砺市柴田屋）
- 富山県道20号砺波福光線、富山県道71号池尻福野線（富山県道280号井波福野線と重複）（南砺市福野・横町交差点）
- 富山県道71号池尻福野線（富山県道280号井波福野線と重複）（南砺市福野・上町交差点）
- 富山県道277号福野城端線（富山県道280号井波福野線と重複）（南砺市福野・田中町交差点）
- 国道471号、富山県道280号井波福野線（南砺市百町・百町交差点：終点）

## 重複区間
- 富山県道71号池尻福野線（富山県道280号井波福野線とも重複）（南砺市福野・横町交差点 - 同市福野・上町交差点）
- 富山県道277号福野城端線（富山県道280号井波福野線とも重複）（南砺市福野・上町交差点 - 同市福野・田中町交差点）

## 通過する自治体
- 富山県南砺市

## 周辺
- 安居寺
- 小矢部川
- 東海北陸自動車道
- 南砺市立福野小学校
- 福野ショッピングゾーン ア・ミュー
- 南砺市福野児童センター アルカス
- ファブリカトヤマ 福野第1工場
- コマツNTC 本社・富山工場
- 南砺市福野文化創造センター ヘリオス
- 砺波信用金庫 本店
- 南砺市立福野中学校
- 富山県立南砺福野高等学校